# Isabel Marshal

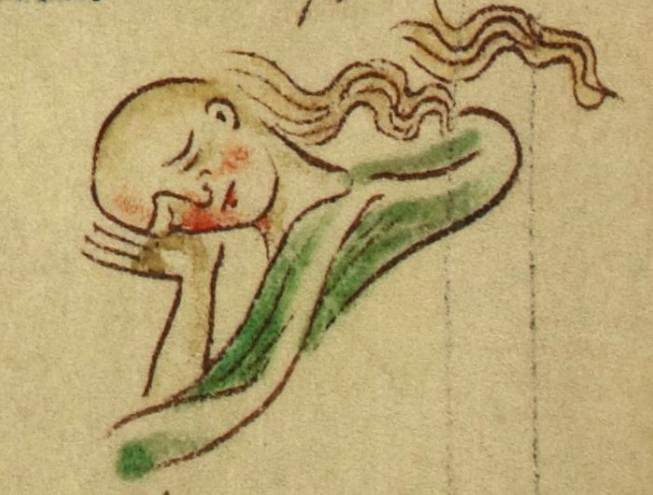
Isabel Marshall. Buchmalerei aus dem 13. Jahrhundert.

Isabel Marshal, Countess of Gloucester und Hertford (auch Isabella Marshal) (* 9. Oktober 1200 in Pembroke Castle; † 17. Januar 1240 in Berkhamsted Castle) war eine englische Adlige. Sie war zunächst die Ehefrau von Gilbert de Clare, 4. Earl of Hertford und nach dessen Tod Ehefrau des späteren deutschen Königs Richard von Cornwall.

## Herkunft und Familie
Isabel entstammte der anglonormannischen Familie Marshal. Sie war das siebte Kind und die zweite Tochter von William Marshal, 1. Earl of Pembroke und von dessen Gemahlin Isabel de Clare.

## Erste Ehe mit Gilbert de Clare
Isabel wurde im Oktober 1214 mit ihrem Cousin Gilbert de Clare, 4. Earl of Hertford und 1. Earl of Gloucester verheiratet. Gilbert de Clare war ein reicher Magnat und etwa zwanzig Jahre älter als sie. Mit ihm hatte sie drei Söhne und zwei Töchter:
- Amicia de Clare (1220–1284) ⚭ Baldwin de Redvers, 6. Earl of Devon
- Richard de Clare, 5. Earl of Hertford (1222–1262)
- Isabel de Clare (1226–nach 1264) ⚭ Robert de Brus, Lord of Annandale[3]
- William de Clare (1228–1258)
- Gilbert de Clare (* 1229), Priester

Ihr Mann starb 1230 während eines Feldzugs in die Bretagne.

## Zweite Ehe mit Richard von Cornwall
Sechs Monate nach dem Tod ihres ersten Gemahls heiratete Isabel am 30. März 1231 den fast neun Jahre jüngeren Richard von Cornwall. Für Richard von Cornwall, dem jüngeren Bruder von König Heinrich III. war es die erste Ehe. Die Heirat fand in Fawley bei Henley, einem Gut der Marshals in Oxfordshire statt. Als Mitgift erhielt Isabel Sundon in Bedfordshire, doch Richard von Cornwall wollte sich mit dieser Heirat vor allem die politische Unterstützung von Isabels Bruder William Marshal sichern, mit dem er bereits über seine Schwester verschwägert war. William Marshal starb aber nur wenige Wochen nach der Hochzeit. Der König war zunächst gegen die Heirat gewesen, da er sich für seinen Bruder eine ranghöhere Braut gewünscht hatte. Isabel behielt nach ihrer zweiten Heirat eine enge Beziehung zur Familie Clare und zu ihren Kindern aus ihrer ersten Ehe, besonders zu ihrer Tochter Isabel. Zusammen mit ihrem ältesten Sohn Richard und mit Hilfe ihres Bruders Gilbert Marshal sorgte sie für angemessene Heiraten ihrer beiden Töchter. Mit ihrem zweiten Mann hatte sie vier Kinder, von denen jedoch drei früh starben:
- John of Cornwall (1232–1233)
- Isabella of Cornwall (1233–1234)
- Henry of Almain (1235–1271)
- Nicholas of Cornwall (*/† 17. Januar 1240), wurde neben seiner Mutter beigesetzt.

Isabel starb im Kindbett nach der Geburt eines tot geborenen Sohnes. Sie wollte an der Seite ihres ersten Gemahls in Tewkesbury Abbey beigesetzt werden, doch Richard von Cornwall ließ sie in Beaulieu Abbey bestatten. Nur ihr Herz wurde in Tewkesbury bestattet, um ihrem letzten Wunsch zu entsprechen.

## Erbe
Nachdem Isabels Brüder bis 1245 alle kinderlos gestorben waren, wurde ihr Sohn Richard de Clare ein Teilerbe der Güter der Familie Marshal. Aus dem Erbe erhielt er vor allem die Herrschaft Kilkenny in Irland. Sundon, das Gut, das sie als Mitgift erhalten hatte, blieb im Besitz von Richard von Cornwall. Nach seinem Tod 1272 fiel es an Isabels Enkel Gilbert de Clare, 3. Earl of Gloucester.